# Phytocoris mundus
Phytocoris mundus är en insektsart som beskrevs av Reuter 1909. Phytocoris mundus ingår i släktet Phytocoris och familjen ängsskinnbaggar. Inga underarter finns listade i Catalogue of Life.